# 圣施洗约翰座堂 (卡舍尔)
圣施洗约翰座堂（The Cathedral Church of St. John the Baptist and St. Patrick's Rock, Cashel）是爱尔兰圣公会的一个主教座堂，位于爱尔兰共和国蒂珀雷里郡卡舍尔的卡瑟尔岩上。它属于都柏林教省，原为卡舍尔教区的主教座堂，现在是聖公會卡舍爾暨奧索里教區的6个主教座堂之一。
1530年代，英国王室将这座古老的中世纪教堂从天主教会手中夺走，将其移交给新成立的爱尔兰圣公会。1721年，该堂关闭，与此同时拆除旧堂区教堂，目前的乔治时代建筑 于1784年完工。其著名的塞缪尔•格林管风琴建于1786年，而查尔斯•阿加尔大主教建造了座堂会议厅，以容纳博尔顿图书馆。